# Golemanowo
Golemanowo (bułg. Големаново) – wieś w Bułgarii, w obwodzie Widin, w gminie Kuła. Według danych szacunkowych Ujednoliconego Systemu Ewidencji Ludności oraz Usług Administracyjnych dla Ludności, 15 grudnia 2018 roku miejscowość liczyła 109 mieszkańców.